# Les Rondels
 (décembre 2024).
Si vous disposez d'ouvrages ou d'articles de référence ou si vous connaissez des sites web de qualité traitant du thème abordé ici, merci de compléter l'article en donnant les références utiles à sa vérifiabilité et en les liant à la section « Notes et références ».

Les Rondels est un cycle de mélodies de Reynaldo Hahn. Le recueil des Rondels est édité le 26 juillet 1899 chez Heugel & Cie. Il s'agit du deuxième des recueils de mélodies édité par le compositeur.

## Composition
Douze mélodies jalonnent le recueil :
- I	Le Jour (pour chœur) - Théodore de Banville
- II	Je me metz en vostre Mercy - Charles d’Orléans
- III	Le Printemps - Théodore de Banville
- IV	L’Air - Théodore de Banville
- V	La Paix - Théodore de Banville
- VI	Gardez le trait de la Fenêtre (pour chœur)- Charles d’Orléans
- VII	La Pêche - Théodore de Banville
- VIII	Quand je fus pris au pavillon[2] - Charles d’Orléans
- IX	Les Étoiles - Théodore de Banville
- X	L’Automne - Théodore de Banville
- XI	La Nuit (pour chœur) - Théodore de Banville
- XII	Le Souvenir d’avoir chanté - Catulle Mendès

## Structure
Le recueil est très composite à bien des égards. Tout d’abord, parmi les douze pièces, trois sont écrites pour chœur mixte : les n° 1, n° 6 et n° 11. D’autre part, trois poètes de périodes différentes ont été choisis :
- Charles d’Orléans(1394 /1465), poète de la Renaissance : les n° 2, 6 & 8 ;
- Théodore de Banville (1823 /1891) : les n°1, 3, 4, 5, 7, 9, 10 & 11 ;
- Catulle Mendès (1841 /1909) : le n°12.

Ces deux derniers poètes appartiennent au mouvement du Parnasse contemporain.
- On l’aura compris : l’unité de ce recueil repose sur la forme rondeau de chacun des poèmes que Reynaldo Hahn essaie d’illustrer ici. La lecture de l’« envoi », caractéristique de ce genre poétique, présent trois fois dans le poème, en est chaque fois différente, selon qu’il sert d’introduction, qu’il se glisse dans le discours ou bien quand il clôt l’ensemble. Reynaldo Hahn a su éviter une reprise qui pourrait se confondre à un refrain, défi remarquablement relevé ici. Donc, en plus d’une uniformité quant au genre poétique, le compositeur réussit à ne pas déroger à la règle qu’il s’est donnée : répondre « à l’inflexion naturelle de la voix et de l’harmonie ».

Ce cycle est charpenté par les trois pièces pour chœur qui sont en première, sixième et onzième positions sur les douze numéros. La douzième et dernière pièce, Le Souvenir d’avoir chanté, possède un long prélude et un postule, au caractère maestoso ; de plus c’est une marche qui semble ne jamais finir, progressant d’un pas ferme et confiant. Elle finit tout ce recueil de façon éloquente. L’ambitus vocal pour l’ensemble de ces pièces s’étend du ré 2 (Je me metz en vostre mercy) au la 3 (Le Printemps et Les Étoiles) : elles s’adressent donc à une voix de ténor ou soprano.
En vérité, l’ensemble des mélodies fait appel à divers types de voix (baryton, ténor et soprano) ; La présence même de chœurs peut justifier la variété vocale attendue pour son exécution intégrale.

## Dédicaces
Ce recueil est dédié à Louis Landry, ami du compositeur.
Six des douze mélodies de ce recueil sont dédicacées :
- III Le Printemps à Edmond Clément
- IV L’Air à Mademoiselle Guiraudon qui a une voix aérienne
- V La Paix à Mr Le Docteur A. Goguel
- VII La Pêche à Monsieur Paul Puget
- VIII Quand je fus pris au pavillon à Fugère
- X L’Automne à Mademoiselle Jane Bathori

## Description de la première édition
La partition est d’un grand format (24,4 x 31,8), brochée qui se compose des pages de couverture, de deux pages de garde et de 57 pages numérotées. La première de couverture présente, autour d’un bandeau titre (Rondels) très simple à fond nu, des entrelacs de feuilles d’acanthe et chèvrefeuille dans le style Art nouveau. Les tons sont dans les bleus-gris. Cette gravure est signée P. Borie. La première page de garde présente un titre plus complet : RONDELS sur des Poésies de CHARLES D’ORLÉANS, THÉODORE DE BANVILLE ET CATULLE MENDÈS, le tout est encadré d’une frise qui reprend les motifs de chèvrefeuille de la couverture ; les tons sont vert d’eau.